# Anomalobuthus rickmersi
Espèce
Anomalobuthus rickmersi est une espèce de scorpions de la famille des Buthidae.

## Distribution
Cette espèce se rencontre au Tadjikistan et au Turkménistan.

## Habitat
Cette espèce psammophile se rencontre dans le sable dans la vallée du Kyzylsou et du désert du Karakoum.

## Description
Le mâle décrit par Teruel, Kovařík et Fet en 2018 mesure 34,13 mm et les femelles 32,13 mm et 36,48 mm.

## Étymologie
Cette espèce est nommée en l'honneur de Wilhelm Gustav Rickmer Rickmers (1873-1965).

## Publication originale
- Kraepelin, 1900 : « Über einige neue Gliederspinnen. » Abhandlungen aus dem Gebiete der Naturwissenschaften Herausgegeben vom naturwissenschaftlichen Verein in Hamburg, vol. 16, no 2, p. 1-28.